# Anabolisme
Anabolisme er en stofskifteproces, hvor større molekyler bygges op af mindre. Stofskifteprocesser kan kategoriseres som anaboliske eller det modsatte: kataboliske.
Anaboliske processer er medvirkende til opbygning af væv og organer. De resulterer i cellevækst og differentiering, samt forøgelse af kropsstørrelse ved syntese af makromolekyler som proteiner, kulhydrater og fedtstoffer. Eksempler på anaboliske processer er knoglevækst og forøgelse af muskelmasse.
Kataboliske og anaboliske processer er modsat rettede, så det der opbygges ved anaboliske processer nedbrydes ved de kataboliske. Derfor findes der mange signaler i cellerne som skruer op for de anaboliske processer samtidig med at de skruer ned for de kataboliske, og omvendt. De fleste af disse signaler er hormoner og de molekyler der er involveret i processerene.
Traditionelt har endokrinologer klassificeret hormoner som anaboliske eller kataboliske.

## Eksempler
Nogle anaboliske processer er:
- Proteinsyntese – dannelsen af proteiner fra aminosyrer
- Glukoneogenese – dannelsen af glukose fra pyruvat
- Fedtsyresyntese – dannelsen af fedtstoffer fra acetyl-CoA
- Fotosyntese – dannelsen af glukose fra CO2

## Anaboliske hormoner
- Væksthormon
- Insulin
- Østrogen
- Testosteron